# Лохвицька міська територіальна громада
Лохвицька міська територіальна громада — територіальна громада в Україні, в Миргородському районі Полтавської області. Адміністративний центр — місто Лохвиця.
Площа громади — 81,67 км², населення — 12 578 мешканців (2018).
Утворена 1 червня 2017 року шляхом об'єднання Лохвицької міськради та Васильківської сільради Лохвицького району.
25 червня 2020 року до складу громади добровільно приєднались Гирявоісковецька та Токарівська сільські ради Лохвицького району.

## Населені пункти
До складу громади входять 1 місто (Лохвиця) і 49 сіл: Архипівка, Балка, Безсали, Бербениці, Білогорілка, Васильки, Венслави, Веселе, Вишеньки, Воля, Гаївщина, Гамаліївка, Гиряві Ісківці, Дереківщина, Дібрівне, Долинка, Жабки, Западинці, Зоряне, Криниця, Лука, Мехедівка, Млини, Нове, Озерне, Парницьке, Пестичевське, Погарщина, Пучківщина, Риги, Романиха, Руда, Ручки, Свиридівка, Слобідка, Слобідське, Сокириха, Старий Хутір, Степне, Степуки, Токарі, Харківці, Христанівка, Чижі, Шевченкове, Шмиглі, Юсківці, Яхники  та Яшники.